# فینال جام حذفی فوتبال انگلستان ۱۹۷۹
فینال جام حذفی فوتبال انگلستان ۱۹۷۹، رقابت پایانی جام حذفی فوتبال انگلستان در سال ۱۹۷۹ میلادی است که مابین دو تیم باشگاه فوتبال آرسنال و باشگاه فوتبال منچستر یونایتد در ورزشگاه ومبلی لندن برگزار شده‌است.
این مسابقه که در تاریخ ۱۲ مه ۱۹۷۹ انجام شده‌است با نتیجه ۳ بر ۲ به سود تیم باشگاه فوتبال آرسنال به پایان رسید.